# Rumea micra
Rumea micra är en insektsart som beskrevs av Desutter-grandcolas 1992. Rumea micra ingår i släktet Rumea och familjen syrsor. Inga underarter finns listade i Catalogue of Life.